# 제1대 랭커스터 공작 그로스몬트의 헨리

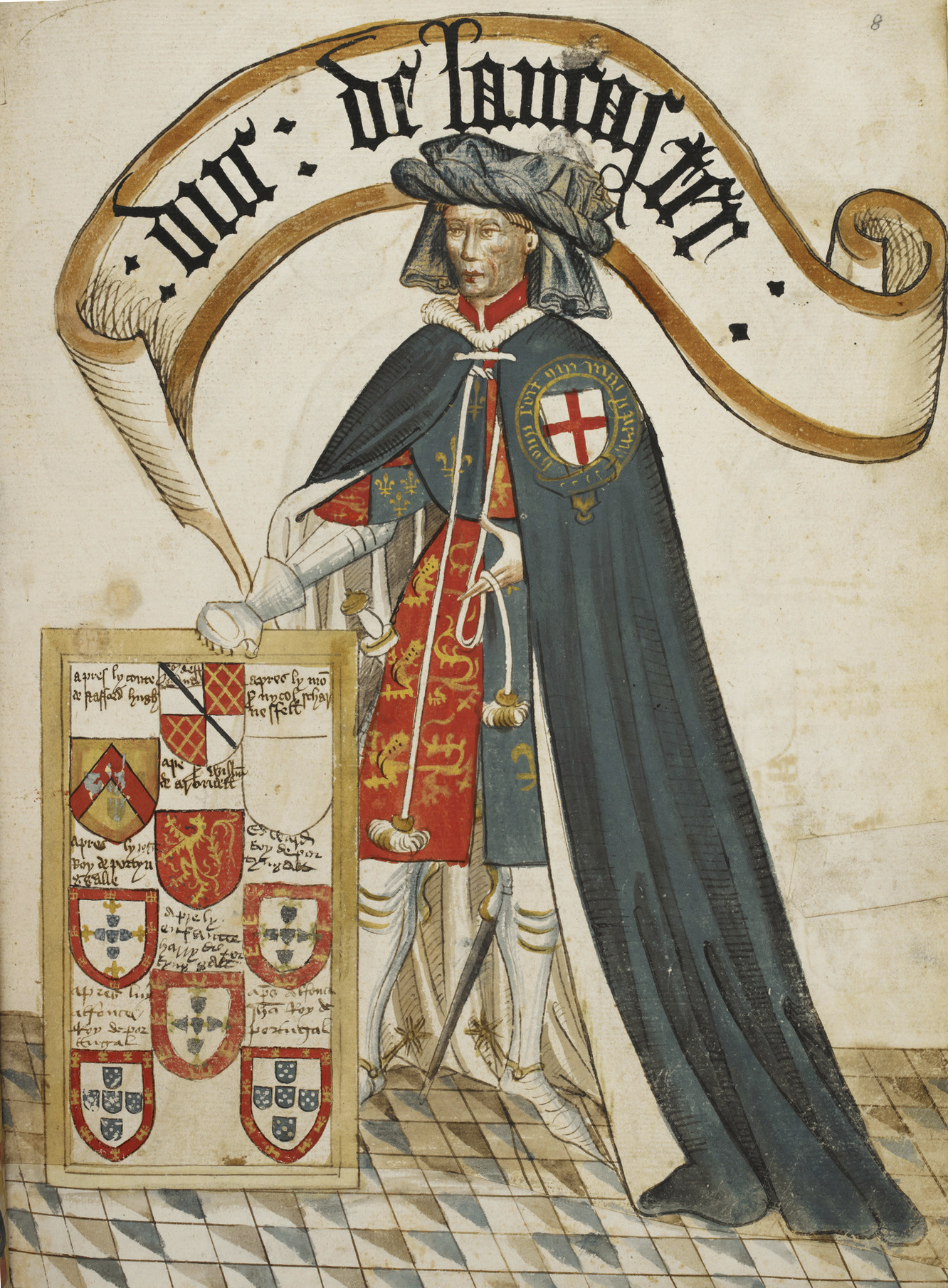
그로스몬트의 헨리

그로스몬트의 헨리(Henry of Grosmont, 1310년 - 1361년 5월 11일)는 플랜태저넷가 출신 래스터와 랭커스터의 제4대 백작이자 초대 랭커스터 공작이었다. 그의 지위는 둘째 딸 랭커스터의 블랭카와 결혼한 존 곤트에게 상속되었다. 그는 본래 헨리 3세의 증손으로, 둘째 사위 곤트의 존은 6촌 형제간인 에드워드 3세의 셋째 아들이었다. 본래는 랭커스터 백작이었으나 1351년 공작으로 승격되었다.
1345년 아버지 헨리의 죽음으로 랭커스터 백작위와 래스터 백작위를 상속받았다. 1351년에는 공작으로 지위가 승격되어 초대 랭커스터 공작이 되었다. 장녀 모드는 랄프 스태포드와 결혼하였으나 아이 하나를 낳고 네덜란드, 젤란트와 하인아우트의 백작이자 바이에른 왕가 출신의 바이에른의 빌헬름 5세와 재혼하였다. 둘째 딸 블랭카의 남편이자 에드워드 3세의 아들인 존 곤트에게 그의 영지가 상속되었다.
랭커스터 왕조 출신 군주 헨리 4세는 그의 외손자였다.

## 관련 서적
- Arnauld, E.J. (ed.) (1940). 《Le livre de seyntz medicines: The Unpublished Devotional Treatise of Henry of Lancaster》. Oxford: Blackwell.
- McKisack, M. (1959). 《The Fourteenth Century: 1307-1399》. Oxford: Oxford University Press. ISBN 0-19-821712-9.
- Fowler, Kenneth Alan (1969). 《The King's Lieutenant: Henry of Grosmont, First Duke of Lancaster, 1310-1361》. London. ISBN 0-236-30812-2.
- Prestwich, M.C. (2005). 《Plantagenet England: 1225-1360》. Oxford: Oxford University Press. ISBN 0-19-822844-9.
- Ormrod, W. M. (2005년 10월). “Henry of Lancaster, first Duke of Lancaster (c.1310–1361)”. Oxford Dictionary of National Biography. 2007년 7월 31일에 확인함.